# Peter Martin Lampel
Peter Martin Lampel  (* 15. Mai 1894 als Joachim Friedrich Martin Lampel in Schönborn, Liegnitz; † 22. Februar 1965 in Hamburg) war ein deutscher Dramatiker, Erzähler und Maler.

## Leben

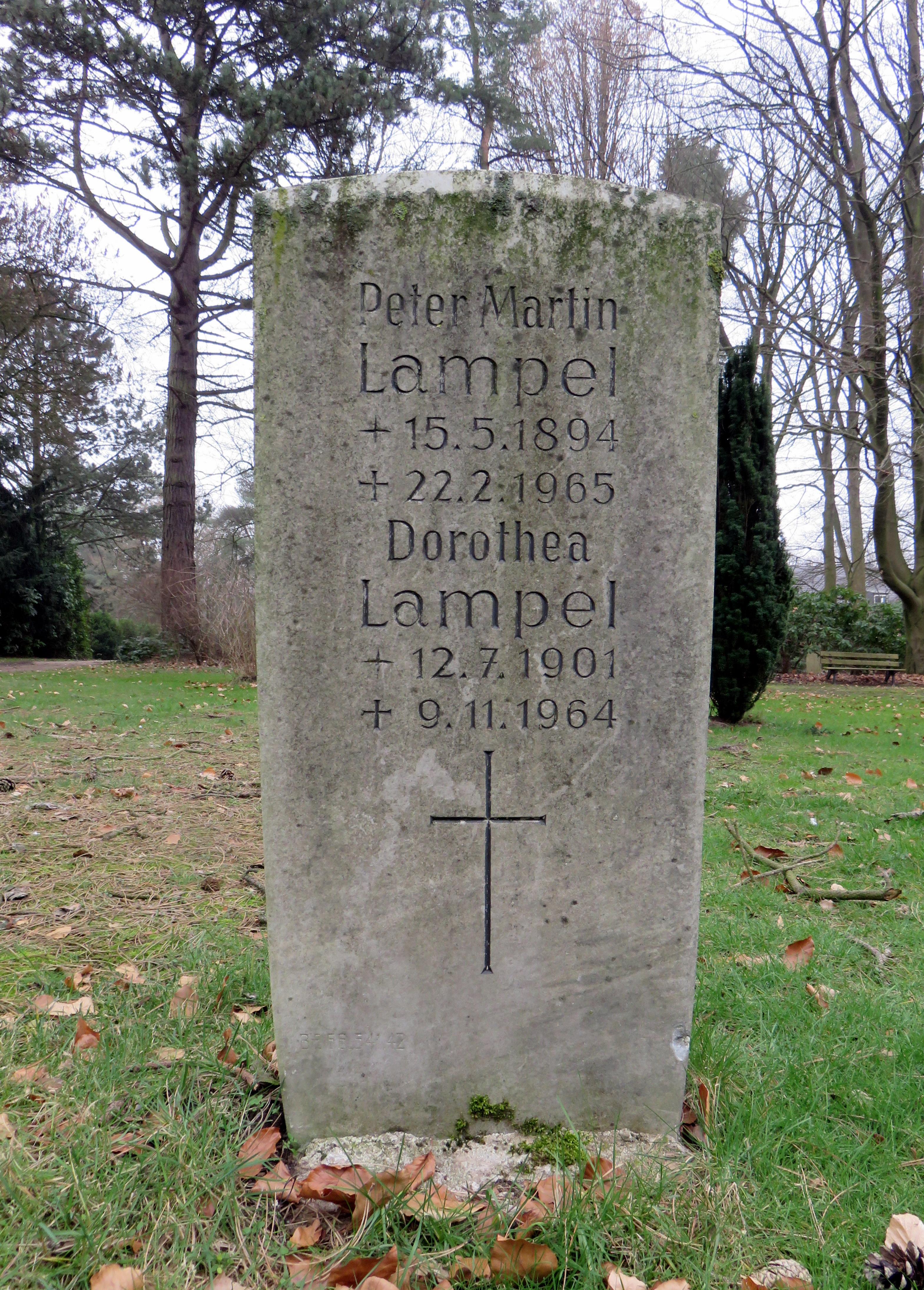
Grabstein Peter Martin Lampel auf dem Friedhof Ohlsdorf

Lampel wuchs in einem protestantischen Pfarrhaus auf. Er macht 1914 Abitur und meldete sich als Kriegsfreiwilliger. Kurzzeitig studierte er 1915 Theologie in Breslau. Im weiteren Verlauf des Ersten Weltkriegs wurde er Fliegeroffizier. Nach Kriegsende beteiligte er sich in einem Freikorps an den Kämpfen im Baltikum.
1920 begann er ein Studium der Staats- und Rechtswissenschaften in Breslau, Berlin und später in München. Gleichzeitig ließ er sich an der Münchner Akademie als Kunstmaler ausbilden. 1922 trat er der NSDAP und der SA bei. Er arbeitete danach als Lehrer, Buchhändler, Jugendhelfer und Journalist. Von keinem Beruf oder Studium befriedigt, unzufrieden mit dem, was der Jugend geboten wurde, verfasste er nach einigen von Kriegserlebnissen inspirierten Büchern Berichte mit Bezügen zu Jugendlichen und ihren sozial-psychologischen Problemen, daraus machte er anschließend Schauspiele, die mit teils beachtlichem Erfolg zur Aufführung gebracht wurden. Seit 1930 war er Mitglied des P.E.N. und seit 1931 Mitglied des Bundes deutscher Kolonialpfadfinder (ab 1931: Deutscher Kolonial-Pfadfinderbund) bis zur Eingliederung des Bundes in die Hitlerjugend 1933.
Nach der „Machtergreifung“ der Nationalsozialisten 1933 wurden seine Werke (Bücher und Bilder) verboten. Trotzdem blieb Lampel SA-Mitglied. Zum 1. Mai 1933 trat er der neu gegründeten NSDAP bei (Mitgliedsnummer 3.473.440).
Nach Problemen wegen seiner Homosexualität und kurzzeitiger Verhaftung 1936 emigrierte er in die Schweiz und später nach Niederländisch-Indien, aus der Partei wurde er ausgeschlossen. Von 1937 bis 1939 hatte er dort sowie in Australien einige Ausstellungen seiner Werke. 1939 ging er in die USA, wo er sich als Hilfsarbeiter, Lehrer und Journalist durchschlug. Als Maler konnte er Ausstellungen in Buffalo und New York beschicken. 1949 kam er nach Deutschland zurück. Er lebte in Hamburg als freier Schriftsteller. 1950 wurde er Mitglied der Freien Akademie der Künste in Hamburg. 1961 erhielt er den Kogge-Literaturpreis.
Bis zu seinem Tod war Lampel Ehrenritter des Nerother Wandervogel. Er wurde auf dem Friedhof Ohlsdorf in Hamburg im Planquadrat BF 66 beim Eingang Seehof beigesetzt.

## Werke
Lampel begann als Schriftsteller mit der Aufarbeitung seiner Krieg- und Nachkriegserlebnisse: Heereszeppeline im Angriff (1917), Bombenflieger (1918). 1920 erschien sein Roman Wie Leutnant Jürgens Stellung suchte (Untertitel: Ein Filmroman aus den Spartakustagen) bei Langenscheidt in Berlin.
Seine Erfahrungen in der Jugendfürsorge beschrieb er 1928 in der Reportageserie Jungen in Not und verarbeitete sie im gleichen Jahr im Schauspiel Revolte im Erziehungshaus, das im Dezember 1928 von der linken Gruppe junger Schauspieler im Berliner Thalia-Theater uraufgeführt worden war. Das Stück war ein Sensationserfolg und wurde 1930 von Georg Asagaroff verfilmt. Dem Stück liegen Zeugenberichte von Zöglingen zu Grunde, die ein Licht auf die Lebensumstände verhaltensauffälliger Jungen in preußischen Fürsorgeanstalten werfen, die, obwohl zunächst als bloße Erfindungen abgetan, sich aber juristisch als haltbar erwiesen, wie ein Prozess im Jahr 1930 ergab. In seinem Werk verzichtet Lampel weitgehend auf künstlerische Stilmittel und dokumentiert mehr, als dass er stilisiert. Der Literaturkritiker Herbert Ihering urteilt: „Er macht aus den Zöglingen keine Ehrenmenschen, aus den Erziehern nicht individuelle Schurken. Er zeigt ein System auf, das Erzieher und Zöglinge verdirbt.“ In den 1970er Jahren wurde sein Stück wieder neu für die Bühne entdeckt.
Sein Drama Pennäler (1929) behandelte die Themenkreise männliche Prostitution und Berufsverbot für Lehrer aufgrund ihrer Homosexualität; der im Wissenschaftlich-humanitären Komitee aktive Lampel vertrat darin die damaligen Forderungen der Homosexuellenbewegung nach Abschaffung des § 175 StGB.
Das satirische Schauspiel Giftgas über Berlin stellte Putschpläne der Reichswehr in verschlüsselter Form dar. Auf Betreiben der Reichswehr wurde nur eine einzige Vorstellung zugelassen, die exklusiv für Angehörige des Militärs, der Polizei, von Parlament und Presse aufgeführt wurde. Anschließend wurde das Stück verboten – seit 1793 gab es eine Verfügung in Preußen, wonach eine Behörde eingreifen durfte, wenn sie Störungen der öffentlichen Sicherheit und Ordnung in Gefahr sah – ein Gummiparagraph, der nach Belieben herangezogen werden konnte, wenn freie, unerwünschte Kritik auf die Bühne gebracht wurde (Theaterzensur). Das Schauspiel wurde im Theater am Schiffbauerdamm am 5. März 1929 von der Gruppe Junger Schauspieler uraufgeführt. Regie: Bertolt Brecht, Bühnenbild: Wolfgang Böttcher. Das Stück stützt sich auf Tatsachen. Drohende Militärdiktatur und die Schrecken des Giftgases – im Mittelpunkt steht der 1926 verabschiedete, aber noch lebende Generaloberst Hans von Seeckt. „Das Stück ist schlecht, wird aber durch das Verbot berühmt und gefragt.“ Unter dem Titel Giftgas verfilmte es Michail Dubson 1929.
Der Roman Verratene Jungen (1929) handelt vom Küstriner Putsch der Schwarzen Reichswehr. Lampel war mit Ladislaus Vajda Mitautor der Georg-Wilhelm-Pabst-Filme Westfront 1918 (1930) und Kameradschaft (1931).
1932 veröffentlichte Lampel den Reportageband Packt an! Kameraden! im Auftrag des Deutschen Kolonial-Pfadfinderbundes beim Günther-Wolff-Verlag in Plauen. Seine 1939 begonnene Autobiographie, in der er sich auch selbstkritisch mit seiner Vergangenheit im Freikorps auseinandersetzte, blieb unvollendet.
Nach dem Krieg erschienen Kampf ohne Ordnung (1952), ein Roman über Billy the Kid, sowie das  Schauspiel Drei Söhne (1957). Sein Theaterstück Kampf um Helgoland erlebte am 5. März 1952 im Theater der Freundschaft, Berlin unter der Regie von Hans Rodenberg seine Uraufführung.
In der Deutschen Demokratischen Republik wurde Lampels Wie Leutnant Jürgens Stellung suchte auf die Liste der auszusondernden Literatur gesetzt.